# Spacetrain
Spacetrain (depuis 2021 SIA France) est une start-up française active dans le domaine de la recherche industrielle. 
À partir de 2016, Spacetrain développe une navette du même nom, inspirée de l'Aérotrain, qui aurait été capable de circuler sur coussins d'air à une vitesse moyenne de 540 km/h. Les premiers tests étaient prévus en 2020 sur la voie d'essai de l'aérotrain d'Orléans, mais l’État français refuse du fait de l'absence de solidité financière de l'entreprise, dont l'activité cesse peu après. 
En 2022, les créateurs de l'entreprise sont jugés pour fraude au chômage partiel.

## Historique

### Création
Le Spacetrain reprend les principes de l'Aérotrain de Jean Bertin en les modernisant. Le prototype i80-HV de l'Aérotrain avait atteint des records de vitesse sur rail avec 430 km/h en 1974. Ce projet est abandonné en 1977 au profit du TGV,.
En 2016, Emeuric Gleizes, un entrepreneur de 34 ans, lance le projet Spacetrain. Son objectif est de tester un premier prototype en 2020 sur l'ancienne voie d'essai de l'aérotrain d'Orléans, située entre Saran et Ruan, qu'il projette de rénover pour l'occasion, et y faire circuler une maquette au 1:3.
Le coût des travaux s'élèverait à 13 millions d'euros.
Dans un premier temps, il était prévu que Spacetrain évolue dans un tube faiblement pressurisé, afin de limiter les frottements de l'air. Par la suite, cette idée est abandonnée, en raison des contraintes de refroidissement dans un environnement fermé.
Le coût de développement du Spacetrain est estimé à huit millions d'euros.
En 2018, un projet de liaison entre Paris et Le Havre en « entre 17 et 20 minutes » est annoncé pour 2025. Cette même année, une association d'élus est créée pour soutenir le projet.
En 2019, la société présente une première maquette de sa navette définitive à l'occasion du salon Viva Technology 2019.
Quelques mois plus tard, elle dévoile au public du 53e Salon International de l'Aéronautique et de l'Espace de Paris Le Bourget, le démonstrateur conçu pour les tests prévus en 2020. 50 années auparavant, en juillet 1969, l'ingénieur Jean Bertin exposait sur le même événement son prototype d'Aérotrain I80 250[réf. nécessaire].

### Difficultés financières, sociales et judiciaires
En 2020, la société est convoquée au conseil de prud'hommes car deux ingénieurs n'ont pas été payés. Deux autres salariés avaient reçu des indemnisations de la part de l'entreprise.
Début 2020, la Direction de l'Immobilier de l'État rejette une demande d'essai grandeur nature entre Chevilly et Cercottes ; le préfet du Loiret ayant mis en doute la solidité financière de l'entreprise. En difficulté financière, Spacetrain espère alors encore pouvoir obtenir un accord pour un autre tronçon moins urbanisé entre Ruan et Artenay,,.
En mars 2021, l'entreprise est condamnée à payer plus de 200 000 euros de retards de salaires de charges sociales. Les fondateurs évoquent l'absence de soutien venant de l'État. Les pouvoirs publics justifient leur attitude par une absence de viabilité financière de l'entreprise, la région évoque une absence de demande formelle d'aide.
En juin 2021, la société prend la dénomination sociale SIA FRANCE et augmente son capital social.
Durant la pandémie de Covid-19 en France, l'entreprise fait travailler bénévolement ses salariés sur un projet de masque.
L'entreprise est expulsée de ses locaux, faute d'avoir payé les loyers et les charges ; elle est pour cela condamnée à une amende.
En octobre 2021, La République du Centre et 20 Minutes révèlent que le dirigeant Emeuric Gleizes puis son directeur technique ont fait l'objet d'un signalement à la Direction régionale de l'économie, de l'emploi, du travail et des solidarités (DREETS). Ils sont tous deux soupçonnés de fraude à l'activité partielle liée à la crise du Covid, pour un montant de 256 000 euros, réglant des arriérés de salaires des ingénieurs. Emeuric Gleizes de son côté considère qu'il y a un trop perçu de 80 000 euros et accepte de le rembourser.  Ils devaient comparaître devant le tribunal correctionnel d'Orléans le 24 mars 2022. Le procès est finalement renvoyé.
Lors de l'audience du 10 novembre 2022, la procureur de la République met en avant un « esclavage moderne », les salariés étant embauchés suivant des contrats d'immigration ne permettant pas la démission des salariés, sous peine de les voir expulsés. Elle requiert quatre ans de prison ferme pour le directeur technique, absent au procès, et trois ans de prison, dont 18 mois avec sursis pour Emeuric Gleizes et une amende de 150 000 euros, avec interdiction définitive de gérer toute entreprise et mandat de dépôt.
Le 12 janvier 2023, le Tribunal d'Orléans condamne Emeuric Gleizes à un an de prison avec sursis et une interdiction de gérer pour une durée de 5 ans. Par ailleurs, le directeur technique est condamné à 3 ans de prison ferme. La société SIA France est condamnée à payer 30 000 euros euros d'amende en sus de payer les dettes dues à l'État. Le directeur de projet a interjeté appel.

## Conception et fonctionnement
De forme aérodynamique (Cx de 0,1), le Spacetrain doit être entièrement conçu en fibre de carbone. C'est un véhicule à effet de sol guidé et sustenté par des coussins d’air sur une voie en T inversé large de 3,40 m et haute de 90 cm. La vitesse moyenne estimée est de 540 km/h.
La navette serait propulsée par une série de moteurs à induction linéaires asynchrones alimentés par des batteries redox flow dotées d’électrodes au graphène et de supercondensateurs. 
L'alimentation de la navette serait assurée par une série de piles à hydrogène PEM (Proton Exchange Membrane), d'une puissance unitaire de 100 kW.
Le système est piloté par un logiciel d’intelligence artificielle, le H2S2E2, développé en interne, et permettant l'hybridation en temps réel des sources d’énergie[réf. nécessaire].
Deux systèmes de freinage sont utilisés : des freins carbone enserrant le rail vertical et une inversion de la propulsion à assistance magnétique.
Le Spacetrain évoluerait à une vitesse moyenne de 540 km/h (vitesse maximale possible sur la voie d'essais, en raison de sa longueur) mais pourra atteindre 740 km/h et plus à terme.
Le premier prototype, d'une longueur de 25 à 27 mètres,,, devait pouvoir embarquer de vingt à soixante passagers dans une cabine pressurisée. Spacetrain travaillait également à l'élaboration d'une navette commerciale pouvant accueillir 140 passagers.
En 2022, un prototype jamais testé de la navette a été produit . Plusieurs brevets ont été publiés concernant ce nouveau prototype et plus particulièrement sur les nouveaux coussins d'air permettant la sustentation du véhicule. La navette pourrait être testée sur le site de la nouvelle cité NEOM en Arabie Saoudite.[réf. nécessaire]